# ميكانيكا
علم المِيكانِيكا أو الميكانيكا (باليونانية: μηχανική)‏ أو علم الميكانيك أو الميكانيكيات أو عِلْم الحِيَل أو الإوالة أو علم الآليات أو عِلْمُ القُوى المُحَرِّكةِ والساكِنة، (والمقصود بالحيلة ما يُعرف اليوم بالآلة أو الجهاز) هي مجال الفيزياء المعنية بحركات الأجسام العيانية. القوى المطبقة على الكائنات تؤدي إلى إزاحة، أو تغييرات في موضع كائن بالنسبة لموضعه. يرجع أصل هذا الفرع من الفيزياء في اليونان القديمة إلى كتابات أرسطو وأرخميدس. خلال الفترة الحديثة المبكرة، وضع علماء مثل غاليليو وكبلر ونيوتن الأساس لما يعرف الآن بالميكانيكا الكلاسيكية. إنه فرع من الفيزياء الكلاسيكية التي تتعامل مع الجسيمات التي تكون في حالة سكون أو تتحرك بسرعات أقل بكثير من سرعة الضوء. يمكن تعريفه أيضًا على أنه فرع من العلوم يتعامل مع حركة وقوى على أجسام ليست في عالم الكم.

## تاريخ

### العصور القديمة
كانت النظرية الرئيسية للميكانيكا في العصور القديمة هي ميكانيكا أرسطو وطورها لاحقًا هيبارخوس.

### في العصور الوسطى

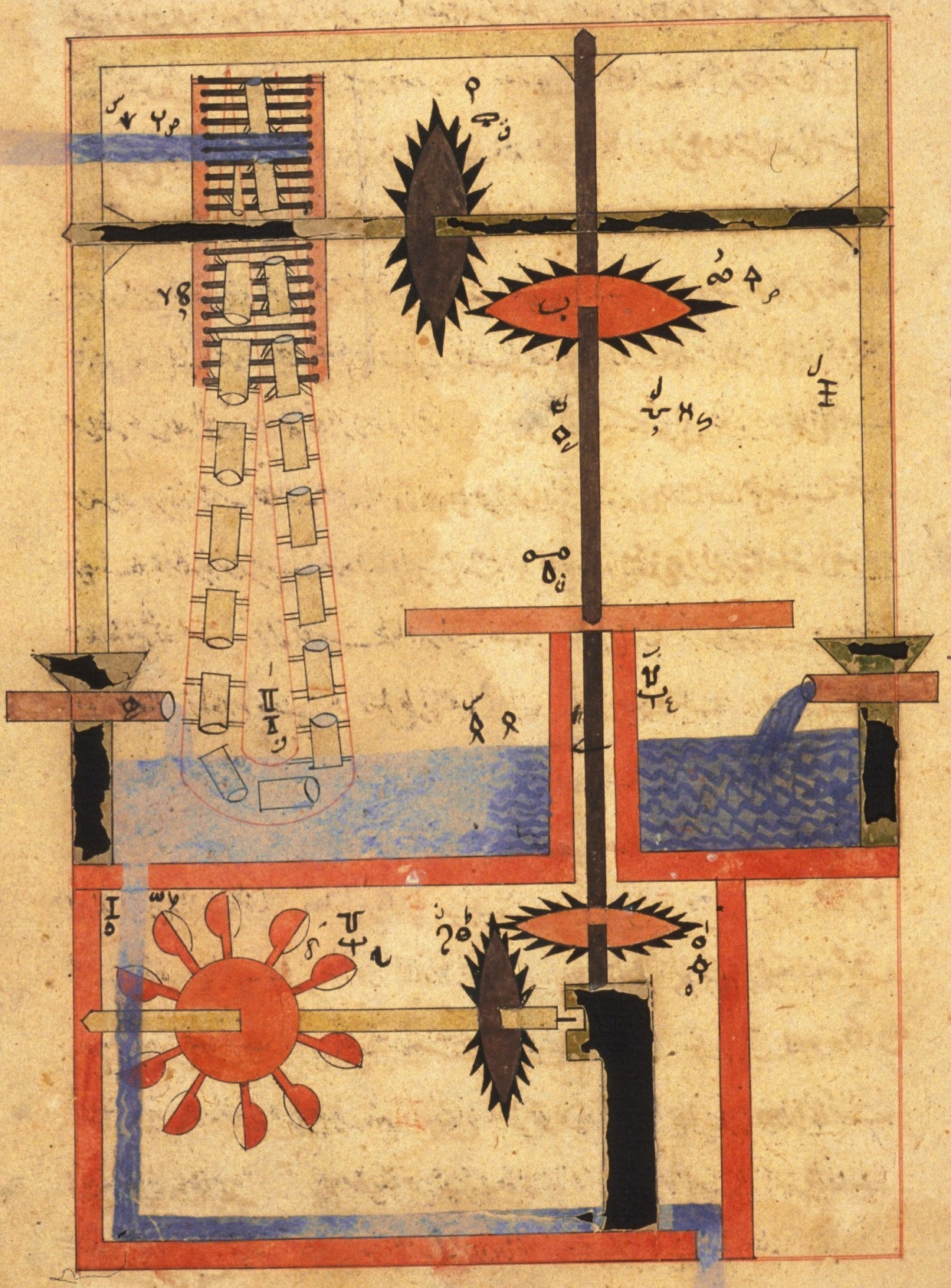
مخطوطة الآلة العربية، تاريخ غير معروف (القرن السادس عشر إلى التاسع عشر)

في العصور الوسطى، تم انتقاد نظريات أرسطو وتعديلها من قبل عدد من الشخصيات، بدءًا من جون فيلوبونوس في القرن السادس. كانت المشكلة المركزية هي مشكلة حركة المقذوفات، والتي ناقشها هيبارخوس وفيلوبونوس.
نشر الفيلسوف الإسلامي ابن سينا نظريته عن الحركة في كتاب الشفاء (سنة 1020)، قال فيه أن الرامي يمنح الزخم للقذيفة، واعتبره قانونًا ثابتًا، حيث تتطلب قوى خارجية مثل مقاومة الهواء لتبديدها. ميز ابن سينا بين «القوة» و«الميل»، وجادل بأن الشيء يكتسب الميل عندما يكون في معارضة لحركته الطبيعية. لذلك توصل إلى أن استمرار الحركة يرجع إلى الميل الذي ينتقل إلى الكائن، وأن هذا الكائن سيكون في حالة حركة مستمرة حتى ينتهي الميل. كما ادعى أيضًا أن قذيفة ما في فراغ لن تتوقف ما لم يتم التحكم بها. يتوافق هذا المفهوم للحركة مع قانون نيوتن الأول للحركة؛ القصور الذاتي، والذي ينص على أن الجسم المتحرك سيبقى في حالة حركة ما لم يتم التدخل عليه بواسطة قوة خارجية. هذه الفكرة، المخالفة لوجهة النظر الأرسطية، وصفت لاحقًا بأنها «قوة دافعة» من قبل جان بوريدان، الذي تأثر بكتاب الشفاء لابن سينا.

فيما يتعلق بمسألة الجسد الخاضع لقوة (موحدة) ثابتة، ذكر الباحث اليهودي العربي هبة الله أبو البركات البغدادي (ولد في ناثانيل، عراقي، من بغداد) في القرن الثاني عشر أن القوة المستمرة تضفي تسارعًا مستمرًا. وفقًا لشلومو باينز، كانت نظرية 

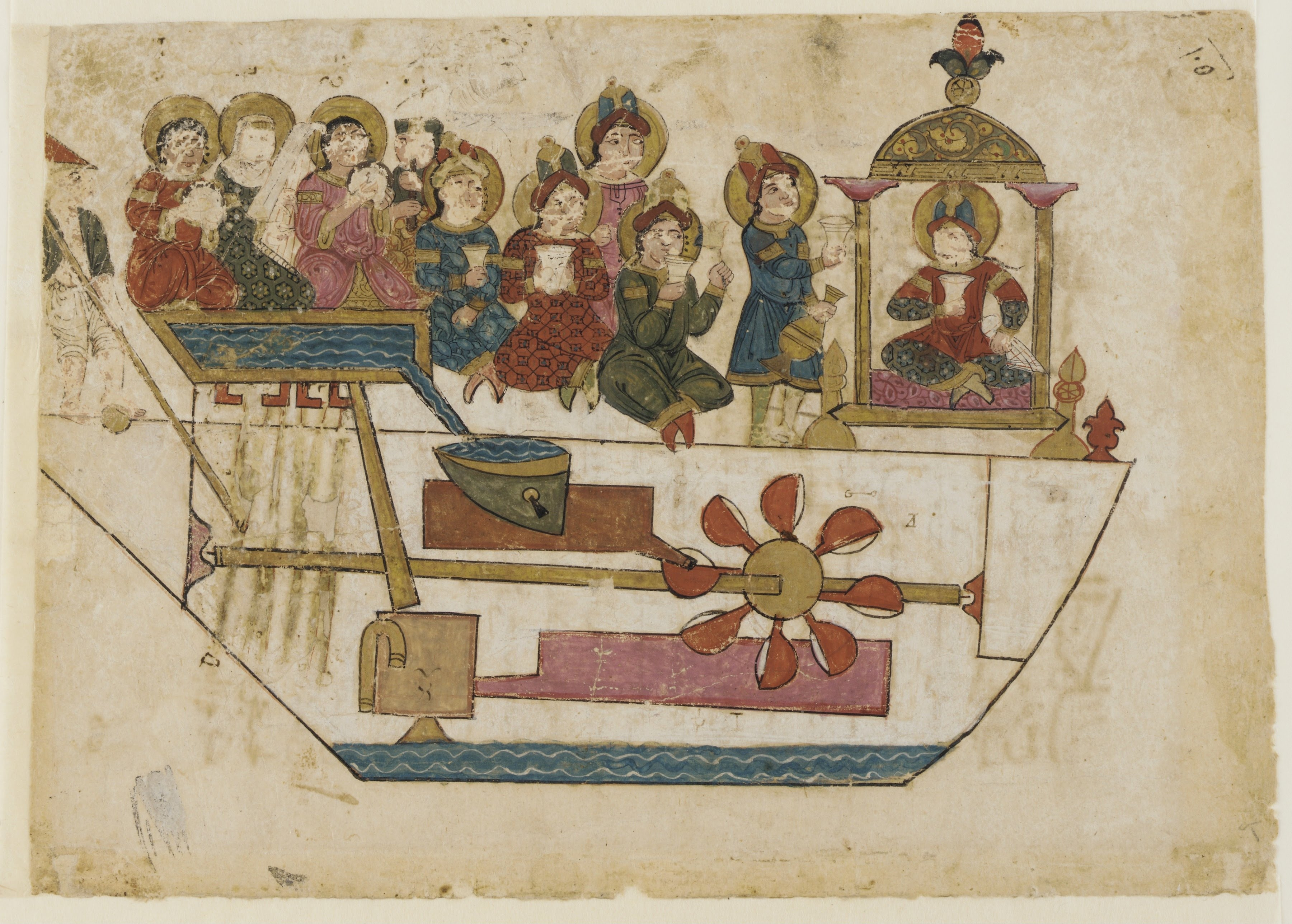
لعبة موسيقية من تأليف الجزري في القرن الثاني عشر

البغدادي للحركة «أقدم نفي لقانون أرسطو الديناميكي الأساسي [أي أن القوة الثابتة تنتج حركة موحدة]، وبالتالي فهو توقع بطريقة غامضة للقانون الأساسي للميكانيكا الكلاسيكية. [أي أن القوة المطبقة باستمرار تنتج تسارعًا]».[بحاجة لمصدر]وفي نفس القرن اقترح ابن باجة أنه لكل قوة هناك دائمًا قوة رد فعل. في حين أنه لم يحدد اإن كانت هذه القوى متساوية، إلا أنها لا تزال نسخة مبكرة من قانون الحركة الثالث لنيوتن الذي ينص على أنه لكل فعل رد فعل مساوٍ ومعاكس.
في القرن الرابع عشر، تأثر في وقت سابق بالكُتّاب القدماء مثل ابن سينا والبغدادي؛ الكاهن الفرنسي جان بوريدان والذي طور نظرية الزخم، والتي تطورت فيما بعد إلى نظريات أخرى حديثة من القصور الذاتي، السرعة، التسارع، والزخم. تم تطوير هذا العمل وغيره من الأعمال في إنجلترا في القرن الرابع عشر بواسطة حاسبات أكسفورد مثل توماس برادواردن، الذي درس وصاغ قوانين مختلفة بشأن الأجسام الساقطة. وينص المفهوم على أن الخصائص الرئيسية للجسم هي حركة متسارعة بشكل موحد (كما في الأجسام الساقطة).

### العصر الحديث المبكر

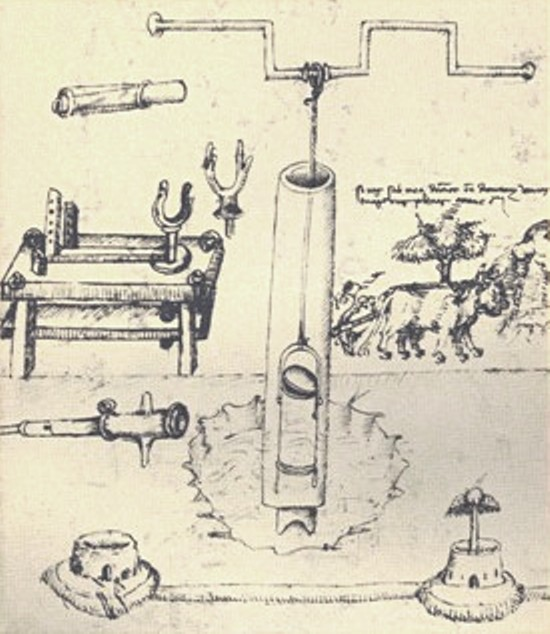
أول تصوير أوروبي لمضخة مكبس سنة 1450.

من أهم الشخصيات المركزية في العصر الحديث المبكر اثنين وهم غاليليو غاليلي وإسحاق نيوتن. بيان جاليليو الأخير عن ميكانيكياته، لا سيما عن سقوط الأجسام، هو كتابه «الخطابات والإيضاحات الرياضية المتعلقة بعِلمين جديدين» بالإيطالية "Discorsi dimostrazioni matematiche intorno a due nuove scienze" (سنة 1638). وقدمت تظرية نيوتن «المبادئ الرياضية للفلسفة الطبيعية» باللاتينية "Philosophiæ Naturalis Principia Mathematica"؛ حسابًا رياضيًا مفصلاً للميكانيكا باستخدام الرياضيات المطورة حديثًا لحساب التفاضل والتكامل وتوفير قوانين نيوتن للحركة.

مقطع مرئي لمهد نيوتن الذي تطرق عنه في كتابه "Principia Mathematica"

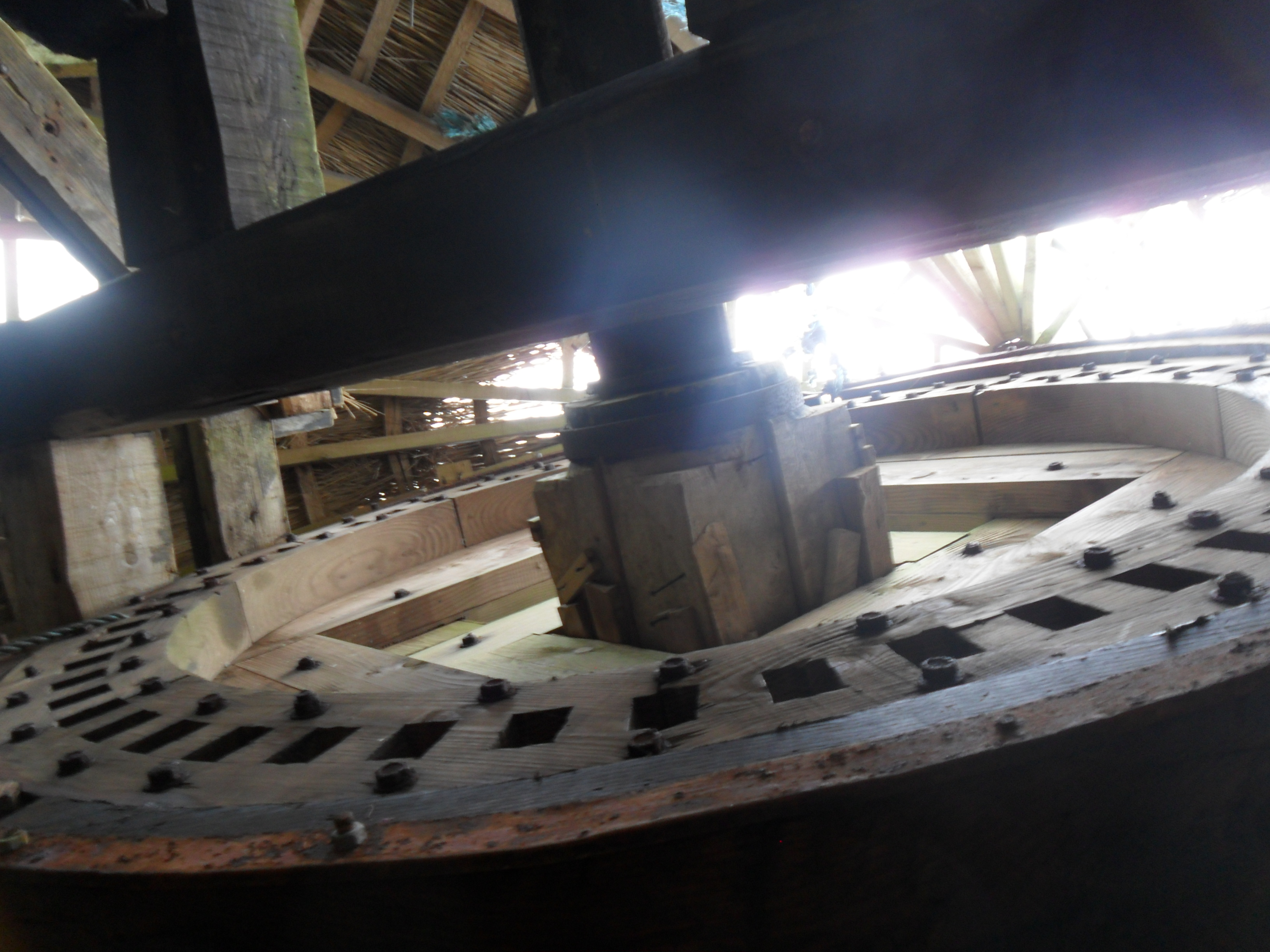
طاحونة هواء في أيرلندا في القرن الثامن عشر

هناك بعض الخلاف حول أولوية الأفكار المختلفة: إن مبادئ نيوتن هي بالتأكيد العمل الأساسي وقد كان لها تأثير هائل، والرياضيات المنهجية الواردة فيه لم ولن يتم ذكرها سابقًا لأن حساب التفاضل والتكامل لم يتم تطويره بعد. ومع ذلك، فإن العديد من الأفكار، لا سيما فيما يتعلق بالقصور الذاتي (الزخم) والأجسام المتساقطة قد تم تطويرها وذكرها من قبل باحثين سابقين.

### العصر الحديث
أهم تطويرين رئيسية في العصر الحديث للميكانيكا هي النسبية العامة وميكانيكا الكم، لألبرت أينشتاين، والتي تم تطويرهم في القرن عشرين، وجزء منهت اعتمد على الأفكار السابقة للميكانيكا في مطلع القرن التاسع عشر. بدأ التطور في ميكانيكا الاستمرارية الحديثة، لا سيما في مجالات المرونة، واللدونة، وديناميكيات السوائل، والديناميكا الكهربية والديناميكا الحرارية للمواد المشوهة، في النصف الثاني من القرن العشرين.

## الفروع
- ميكانيكا كلاسيكية وضع أسسها نيوتن، يمثل النظرية الأساسية في الحركة (علم الحركة (كينماتيكا) والقوى علم التحريك (ديناميكا).
- ميكانيكا لاغرانجية، إعادة صوغ نظريات الميكانيكا الكلاسيكية.
- ميكانيكا هاميلتونية، صياغة نظرية أخرى للميكانيكا الكلاسيكية.
- ميكانيكا نجمية أو سماوية، حركة النجوم ومجرات وغيرها.
- ديناميكا فلكية أو مدارية: استكشاف الفضاء بالمركبات الفضائية.
- ميكانيكا الأجسام الصلبة المرونة، خواص الأجسام.
- علم الصوت في الأصلاب والسوائل.
- علم السكون (إستاتيكا) الأجسام المتوازنة.
- ميكانيكا التربة: دراسة التربة والأرض.
- ميكانيكا الاتصال: ميكانيك المواد المتصلة من أصلاب وسوائل.
- الهيدروليكا أي توازن السوائل.
- بيوميكانيكا
- ميكانيكا إحصائية المتعلقة بتجمعات الجسيمات الكبيرة.
- النسبية الخاصة والنسبية العامة
- ميكانيكا الكم
- فيزياء الجسيمات: حركة الجسيم وبنيته وتفاعله.
- فيزياء نووية المخصصة بدراسة للنواة الذرية.
- فيزياء المادة المكثفة مثل الغازات والمواد الصلبة السوائل كمومية.
- ميكانيكا التصدع، وهو فرع من الميكانيكا يهتم بدراسة تشكل التشققات في المواد.
- ميكانيكا الموائع هو تخصص فرعي من ميكانيكا المواد المتصلة وهو معني أساسا بالموائع، التي هي أساسا السوائل والغازات، ويدرس هذا التخصص السلوك الفيزيائي الظاهر الكلي لهذه المواد.